# Ukraina Równe
Ukraina Równe – ukraiński klub żużlowy z Równego.
W roku 2006 zespół uczestniczył jednocześnie w rozgrywkach polskiej II ligi oraz w lidze rosyjskiej.
Pierwszą nazwą równieńskiego klubu była Raduga. Z tą nazwą klub startował w latach 1962-1979. W latach 1980–1989 oraz w 1991 zespół nazywał się Sygnał Równe, w 1990 Kamaz Równe, a w 1992 Fantastika Równe.

## Historia

### Powstanie sportu żużlowego w Równem
Początek żużla w Równem należy upatrywać w działalności Jurija Korchowa, który w 1947 roku, jako 28-letni major rezerwy wstąpił do paramilitarnej organizacji Osoawiachim przekształconą następnie w DOSAAF, której podlegała organizacja sportu motocyklowego w ZSRR. W połowie lat 50. popularność zaczęły zyskiwać wyścigi motocyklowe na hipodromach. Dyscypliną tą, będącą protoplastą żużla w Kraju Rad Korchow zainteresował się już w 1945 roku, kiedy podczas służby wojskowej, miał okazję zwizytować tor wyścigów konnych w Pardubicach, gdzie od 1929 roku rozgrywany był turniej o Zlatą Přilbę. W 1957 r. kierowany przez Korchowa obwodowy oddział DOSAAFu wykonał dokumentację techniczną stadionu i otrzymał działkę na jego budowę. Stadion został oddany do użytku wiosną 1959 roku i był to pierwszy obiekt w ZSRR wybudowany specjalnie dla organizacji zawodów żużlowych.

## Osiągnięcia
- Drużynowe Mistrzostwa Związku Radzieckiego:
  - złoto – 4 razy (1985, 1986, 1987 i 1992)
  - brąz – 2 razy (1962 i 1966)

### Wyniki w lidze radzieckiej
- 1962: 3. miejsce w DM ZSRR
- 1962: 14. miejsce w DM ZSRR Wympieł
- 1963: 4. miejsce w DM ZSRR
- 1964: 6. miejsce w DM ZSRR
- 1964: 11. miejsce w DM ZSRR Czajka
- 1965: rozgrywek nie ukończono; uczestnictwo w Klasie "A"
- 1966: 3. miejsce w DM ZSRR
- 1967: 8. miejsce w DM ZSRR Spadek do klasy "B"
- 1968: 1. miejsce w klasie "B" Awans do klasy "A"
- 1969: 5. miejsce w DM ZSRR
- 1970: 7. miejsce w DM ZSRR
- 1971: 7. miejsce w DM ZSRR
- 1972: 7. miejsce w DM ZSRR Spadek do klasy "B"
- 1973: 3. miejsce w 1. strefie klasy "B"
- 1974: 3. miejsce w 1. strefie klasy "B"
- 1975: 3. miejsce w  Pierwoj Lidze, Klasie "A"
- 1976: 1. miejsce w  1. strefie klasy "A", 1. miejsce w finale Awans.
- 1977: 8. miejsce w DM ZSRR Spadek do Pierwoj ligi
- 1978: 3. miejsce w 1. strefie Pierwoj ligi
- 1979: Uczestnictwo w 1. strefie Pierwoj ligi Wykluczenie z rozgrywek
- 1980: 1. miejsce w  1. strefie Pierwoj ligi, 1. miejsce w finale Awans.
- 1981: 8. miejsce w DM ZSRR Spadek do Pierwoj ligi
- 1982: 3. miejsce w 1. strefie Pierwoj ligi
- 1983: 4. miejsce w 1. strefie Pierwoj ligi Przeniesienie do Wysszej ligi.
- 1984: 4. miejsce w strefie zachodniej DM ZSRR
- 1985: 2. miejsce w strefie zachodniej DM ZSRR, 1. miejsce w finale Mistrzostwo ZSRR.
- 1986: 1. miejsce w strefie zachodniej DM ZSRR, 1. miejsce w finale Mistrzostwo ZSRR.
- 1987: Mistrzostwo ZSRR.
- 1988: 5. miejsce w DM ZSRR
- 1989: 7. miejsce w DM ZSRR
- 1990: 5. miejsce w Pierwoj lidze, Klasie "A"
- 1991: 1. miejsce w Pierwoj lidze, Klasie "A" Awans.
- 1992: Mistrzostwo WNP.

## Starty w polskiej lidze
| Sezon | Rozgrywki ligowe | Rozgrywki ligowe | Rozgrywki ligowe |
| Sezon | Liga             | Liga             | Miejsce          |
| ----- | ---------------- | ---------------- | ---------------- |
| 2006  | III              | II liga          | 5/9              |

| Poziom ligowy | Liczba sezonów | Sezony |
| ------------- | -------------- | ------ |
| III           | 1              | 2006   |